# Jean Eudes Demaret
Jean Eudes Demaret (født 25. juli 1984) er en fransk tidligere professionel cykelrytter.